# Carl Efraim Carpelan
Carl Efraim Carpelan, född 12 augusti 1732 på Metsäkylä i Reso, död 29 mars 1819 i Rimito socken, var en svensk  friherre och militär. Han var brorson till Wilhelm Carpelan samt bror till Simon Wilhelm Carpelan och Johan Fredrik Carpelan.
Carl Efraim Carpelan var först inskriven som student vid Kungliga Akademien i Åbo men blev volontär 1749 vid Österbottens regemente, sergeant där 1750 och fänrik där. År 1758 kom han som fänrik vid Västerbottens regemente, där han blev löjtnant 1760, stabskapten 1761, regementskvartermästare 1767 och premiärkapten 1773. Han var chef för Piteå kompani 1774–1776. År 1774 blev Carpelan major i armén med transport till Österbottens regemente 1776 och vidare till Änkedrottningens livregemente 1778. Han tog avsked som överstelöjtnant 1778. Från 28 december 1782 och en tid framåt var han vice landshövding i Västerbottens län.
Carpelan deltog i Pommerska kriget och utmärkte sig på ett förtjänstfullt sätt i flera krigshandlingar. Han blev riddare av Svärdsorden år 1770. Jämte farbrodern Wilhelm Carpelan blev han 1771 friherre och innehade efter denne gården Odensaari i Masku socken som fideikommiss. 
Carpelan var son till ryttmästaren Maximilian Carpelan. Han gifte sig 1773 med Catharina Sofia Strengberg, som var född 1751 i Malax socken och vars far var regementsskrivare. Makarnas äktenskapliga samliv och hela familjens tillvaro på Odensaari skildras på ett närgånget sätt i informatorn Pehr Stenbergs självbiografi.